# Baisseeae
Baisseeae, tribus zimzelenovki, dio potporodice Apocynoideae. Postoje 4 roda (Afrika, Madagaskar)
Tribus je opisan 2007.

## Rodovi
1. Baissea A.DC.
2. Dewevrella De Wild.
3. Motandra A.DC.
4. Oncinotis Benth.